# حسن فارسی
حسن فارسی (فرهاد فارسی) (۱۳۹۰-۱۳۲۹)، طراح لباس (فیلم) و طراح صحنه، سینما ایرانی بود. وی فارغ‌التحصیل دانشکده هنرهای دراماتیک دانشگاه تهران در رشته طراحی صحنه در سال ۱۳۵۴ و فارغ‌التحصیل هنرهای زیبای رم در رشته طراحی صحنه و همچنین آکادمی لباس رم ایتالیا در رشته‌ی لباس تئاتر بود.وی از سال ۱۳۵۷ با فیلم چریکه تارا به کارگردانی بهرام بیضایی فعالیت سینمایی خود را آغاز کرد. از دیگر فعالیت های وی می توان به طراحی پوستر نیز اشاره کرد. . فرهاد فارسی ۶ بار کاندیدای سیمرغ بلورین و ۲ بار برنده آن شده است. وی در سال ۲۰۰۱ از سوی کمیته فرهنگی هنرمندان خارجی استکهلم به عنوان هنرمند سال ۲۰۰۱ برگزیده شده بود.
فرهاد فارسی، به عنوان طراح صحنه و لباس در چندین فیلم مهم در تاریخ سینمای ایران فعالیت کرده‌است. از جمله: چریکه تارا ساخته بهرام بیضایی، حاجی واشینگتن به کارگردانی علی حاتمی، دو اثر مطرح دستفروش و ناصرالدین شاه اکتور سینما از محسن مخملباف،همچنین پرده آخر ساخته واروژ کریم‌مسیحی، روسری آبی از رخشان بنی اعتماد و یک بوس کوچولو ساخته‌ی بهمن فرمان‌آرا.
وی همچنین سابقه همکاری با چند فیلمساز معروف جهان همچون آندری تارکوفسکی و فدریکو فلینیرا در کارنامه دارد که به عنوان گروه طراحی صحنه و لباس فیلم‌های آنها بوده است. فیلم‌هایی چون نوستالژی ساخته آندری تارکوفسکی فیلمساز بزرگ روسی و فیلم و کشتی به راهش ادامه می‌دهد به کارگردانی فیلمساز فقید ایتالیایی فدریکو فلینی، لا تراویاتا به کارگردانی فرانکو زفیرلی و روزی روزگاری در آمریکا ساخته سرجو لئونه.

## فعالیت

### سینمای ایران
| سال تولید | فیلم سینمایی و سریال      | طراح صحنه و طراح لباس (فیلم) | طراح صحنه | طراح لباس (فیلم) | طراح پوستر | مجری دکور | با تشکر از |
| ۱۳۵۷      | چریکه تارا                |                              |           |                  |            | آری       |            |
| ۱۳۶۱      | حاجی واشینگتن             |                              |           | آری              |            |           |            |
| ۱۳۶۵      | دستفروش                   |                              | آری       |                  |            |           |            |
| ۱۳۶۶      | بوعلی سینا                |                              |           |                  |            |           | آری        |
| ۱۳۶۹      | پرده آخر                  | آری                          |           |                  | آری        |           |            |
| ۱۳۷۰      | ناصرالدین شاه اکتور سینما | آری                          |           |                  |            |           |            |
| ۱۳۷۱      | تماس شیطانی               | آری                          |           |                  |            |           |            |
| ۱۳۷۳      | روسری آبی                 |                              | آری       |                  |            |           |            |
| ۱۳۷۵      | عشق گمشده                 | آری                          |           |                  |            |           |            |
| ۱۳۷۸      | آسمان پرستاره             | آری                          |           |                  |            |           |            |
| ۱۳۸۳      | کافه ترانزیت              | آری                          |           |                  |            |           |            |
| ۱۳۸۴      | یک بوس کوچولو             | آری                          |           |                  |            |           |            |
| --------- | ------------------------- | ---------------------------- | --------- | ---------------- | ---------- | --------- | ---------- |

### سینمای جهان
| سال تولید | فیلم سینمایی               | طراح صحنه / طراح لباس (فیلم) | کارگردان        |
| ۱۹۸۲      | لا تراویاتا                | آری                          | فرانکو زفیرلی   |
| ۱۹۸۳      | نوستالژی                   | آری                          | آندری تارکوفسکی |
| ۱۹۸۳      | و کشتی به راهش ادامه می‌دهد | آری                          | فدریکو فلینی    |
| ۱۹۸۴      | روزی روزگاری در آمریکا     | آری                          | سرجو لئونه      |
| --------- | -------------------------- | ---------------------------- | --------------- |

## جوایز و نامزدی‌ها[۳][۵]
| سال  | جایزه                    | بخش                                                 | نامزد                     | نتیجه    |
| ---- | ------------------------ | --------------------------------------------------- | ------------------------- | -------- |
| ۱۳۶۹ | دوره ۹ جشنواره فیلم فجر  | سیمرغ بلورین بهترین صحنه آرایی (طراحی صحنه)         | پرده آخر                  | برنده    |
| ۱۳۷۰ | دوره ۱۰ جشنواره فیلم فجر | سیمرغ بلورین بهترین صحنه آرایی (طراحی صحنه)         | ناصرالدین شاه اکتور سینما | برنده    |
| ۱۳۷۱ | دوره ۱۱ جشنواره فیلم فجر | بخش مسابقه مواد تبلیغاتی فیلم‌ها(پوستر-اعلان دیواری) | پرده آخر                  | نامزدشده |
| ۱۳۷۳ | دوره ۱۳ جشنواره فیلم فجر | سیمرغ بلورین بهترین طراحی صحنه و لباس               | روسری آبی                 | نامزدشده |
| ۱۳۷۷ | دوره ۲ جشن سینمای ایران  | تندیس بهترین طراحی صحنه و لباس                      | عشق گمشده                 | نامزدشده |
| ۱۳۷۸ | دوره ۱۸ جشنواره فیلم فجر | سیمرغ بلورین بهترین طراحی صحنه و لباس               | آسمان پرستاره             | نامزدشده |
| ۱۳۷۹ | دوره ۴ جشن سینمای ایران  | تندیس بهترین طراحی صحنه و لباس                      | آسمان پرستاره             | نامزدشده |
| ۱۳۸۳ | دوره ۲۳ جشنواره فیلم فجر | سیمرغ بلورین بهترین طراحی صحنه و لباس               | کافه ترانزیت              | نامزدشده |
| ۱۳۸۴ | دوره ۹ جشن سینمای ایران  | تندیس بهترین طراحی صحنه و لباس                      | کافه ترانزیت              | نامزدشده |